# Mats Leonéus
Mats Anders Leonéus, tidigare Mats Larsson, född 28 februari 1978 i Göteborg, är en svensk journalist och IT-konsult. Han var chefredaktör för tidningen Datormagazin mellan 2007 och 2011. Han gjorde sin värnplikt på Värnpliktsnytt och har läst journalistik på Poppius journalistskola.